# Kezhekapt Rukmini Menon
Kezhekapt Rukmini Menon fue una diplomática, india.
- Rukmini Menon era la segunda oficial que entró al Civil Services of India, después de C. B. Muthamma.
- Desde 1949 Sra. Menon trabajó en la Oficina del Alto Comisionado de la India en Londres.
- En septiembre de 1951 entró al Servicio Exterior
- Fue la primera oficial que estudió en el en:National Defence College (India)
- Se desempeñó en Ottawa y Kuala Lumpur.
- En 1955 fue secretaria de segunda clase en la Alta Comisión en Colombo.
- En 1964 fue secretaria de primera clase en la Alta Comisión en Canberra.
- En 1968 dirigió el departamento Europa en el ministerio de Asuntos exteriores.
- En 1971 fue secretaria de enlace del departamento Estados Unidos del South Block la Metonimia del en:Ministry of External Affairs (India).
- De 1973 a 1976 fue embajadora en Copenhague (Dinamarca).
- De 1976 a 1977 fue embajadora en Roma (Italia) .
- De 1978 a  1980 fue Alta Comisionada en Lagos (Nigeria) con coacredición como embajadora en Yaundé (Camerún), Porto Novo (República de Dahomey), Niamey (Niger) y Lomé (Togo).
- Después de la jubilación en 1980, se convirtió en un miembro de la en:Union Public Service Commission.
- Escribió numerosos artículos y fue miembro regular de la asociación de diplomáticos indios.[1]